# 夏琳·施瓦茨
夏琳·施瓦茨（德語：Charline Schwarz，2001年1月15日—），德國射箭運動員，她代表德國隊參加了日本舉行的2020年夏季奧林匹克運動會，並且在女子團體比賽上獲得銅牌。